# Niles Eldredge
Niles Eldredge (* 25. srpna 1943) je americký paleontolog a evoluční biolog. Zabývá se především evolucí trilobitů.
Spolu s Stephenem Jay Gouldem navrhl teorii přerušovaných rovnováh vysvětlující punktuacionalistický charakter evoluce (období rychlé anageneze střídané dlouhými obdobími evoluční stáze). Je kritikem genocentrického pohledu na evoluci. Působí jako kurátor paleontologických sbírek v Americkém přírodovědném muzeu v New Yorku.
Niles Eldredge je amatérským jazzovým trumpetistou a sběratelem kornet.